# Ступін Олександр Борисович
Олександр Борисович Ступін (5 березня 1942, Вічуга Івановська область, РРФСР — 4 травня 2013, Донецьк, Україна) — радянський і український вчений в галузі гідродинаміки та екології. Доктор технічних наук, професор. Академік АН ВШ України з 1995 р.
Народився у м. Вічуга Івановської обл.. У 1967 р. закінчив фізико-механічний факультет Ленінградського політехнічного інституту. 
З 1967 р. працює в Донецькому державному університеті. 
У 1967–1986 рр. — інженер, асистент, старший викладач, доцент, професор. 
У 1986–1995 рр. — декан фізичного факультету. 
В 1995–2008 рр. — проректор з наукової роботи, з  1987 р. — завідувач кафедри фізики нерівноважних процесів, метрології і екології.
Основні напрямки наукових досліджень: розробка і дослідження методів зниження гідродинамічного опору рідин за допомогою домішок полімерів і поверхнево-активних речовин; чисельне моделювання газоаерозольних викидів промислових підприємств; розробка комп’ютерних моделей екологічного менеджменту; мікробіологічне й сорбентне очищення стічних вод; розробка автоматизованих систем моніторингу з метою усунення техногенних аварій на водоводах; біоіндикація шахтних екосистем; розробка екологічно безпечного мікронаукового устаткування для шкіл і університетів (Всесвітній проект ЮНЕСКО з мікронаукового експерименту) та ін.
Автор понад 250 наукових праць, з них 7 монографій. Має 22 авторські свідоцтва і патенти на корисні моделі. Підготував 12 кандидатів наук.
Завідувач кафедри ЮНЕСКО «Екологія техногенного регіону», директор Асоційованого центра ЮНЕСКО з мікронаукового експерименту. Член експертної ради ВАК України й заступник голови спеціалізованої Ради по захисту докторських і кандидатських дисертацій за фахом «Екологічна безпека». Президент Донецького територіального відділення Малої академії наук і президент наукового товариства українського ліцею при Донецькому національному університеті.

## Відзнаки
- Лауреат Республіканської комсомольської премії ім. М. Островського в галузі науки й техніки (1974), Нагороди Ярослава Мудрого АН ВШ України (2002), Державної премії України в галузі науки й техніки (2003)
- Заслужений діяч науки і техніки України (2000)
- Заслужений професор Донецького національного університету (2006).